# Eopelecinus strangulatus
Eopelecinus strangulatus (лат.) — ископаемый вид мелких наездников рода †Eopelecinus из семейства Pelecinidae (Proctotrupoidea). Меловой период: Бирманский янтарь (около 100 млн лет). Юго-Восточная Азия: Мьянма.

## Описание
Мелкие перепончатокрылые наездники, длина тела 6—7 мм; длина переднего крыла 2,0 мм. Усики из 13 члеников; голова субовальная; сложные глаза округлые глаза округлые и выпуклые, узко расставленные, внутренние края сложного глаза слегка сходятся внизу; оцеллии расположены в равностороннем треугольнике у вершины темени; наличник выпуклый; нижнечелюстной щупик с пятью сегментами, а губные щупики с четырьмя. Метасома с первого по четвертый сегментами трапециевидными, узкими в основании.

## Систематика и этимология
Вид был впервые описан в 2024 году группой китайских энтомологов (Zhen Wang, Chungkun Shih, Taiping Gao; Пекин, Китай) по материалам из бирманского янтаря вместе с †Abropelecinus rasnitsyni, †Allopelecinus ruoyae, †Stelepelecinus minutus и †Abropelecinus rectus. Видовое название strangulatus происходит от латинского слова «strangulatus», означающего «сжатый» и относящегося к сужению у основания основании каждого метасомального сегмента. Новый вид отнесён к роду †Eopelecinus Zhang et al., 2002 на основании родового диагноза Eopelecinus. Однако новый вид отличается от †Eopelecinus vicinus и других близких видов по следующим признакам: с первого по четвертый сегменты трапециевидные, все сегменты узкие в основании и вздутые апикально (по сравнению с первым сегментом широким и последующими сегментами обычно трубчатые у самок Eopelecinus). Этот вид отличается от единственного самца Eopelecinus по антенне с 13 сегментами (против 14 сегментов у Eopelecinus diminutivum).